# Maria Gracia Turgeon
Pour les articles homonymes, voir Turgeon.
Maria Gracia Turgeon, née à Sherbrooke, est une productrice de cinéma canadienne basée à Montréal.
Ses deux films Fauve (en) et Brotherhood sont nommés aux Oscars du cinéma pour la catégorie du meilleur court-métrage de fiction en 2019 et 2020. Elle est depuis membre de l'Academy of Motion Picture Arts and Sciences.

## Biographie
Elle est fondatrice de la boite de production Midi la nuit. Elle est diplômée de l'Université du Québec à Montréal (B.A. communication/stratégies de production culturelle et médiatique, 2013) et lauréate du prix de la Relève 2021 en communication.

## Filmographie

### Courts métrages
- 2014 : Abigaëlle
- 2016 : Ce qu'il reste
- 2016 : Oh what a wonderful feeling
- 2017 : Pre-Drink[5]
- 2017 : How Tommy Lemenchik became a grade 7 legend
- 2017 : Born in the Maelström
- 2018 : Brotherhood
- 2018 : La couleur de tes lèvres[6]
- 2018 : Fauve (en)
- 2019 : Tibbit hills

### Longs métrages
- 2024 : La Source de Meryam Joobeur